# Molibdenian litu
Molibdenian litu, Li
2MoO
4 – nieorganiczny związek chemiczny, sól litowa kwasu molibdenowego. Jest białawym proszkiem rozpuszczającym się w wodzie. Jego temperatura topnienia wynosi 705 °C. Wykorzystywany jest jako elektroda w akumulatorach litowo-jonowych.